# 50엔 동전
50엔 동전(일본어: 五十円硬貨)은 일본 정부가 발행하는 동전의 하나이다. 1955년부터 최초로 발행된 니켈 동전 가운데에는 구멍이 없었지만 1959년부터 니켈 동전 가운데에 구멍이 뚫린 채로 발행되었다. 1967년부터 지금과 같은 백동화가 통용되고 있으며 가운데에는 구멍이 뚫려 있다. 소재는 백동(구리 75%, 니켈 25%)이며 무게는 4.0g, 지름은 21.0mm, 구멍의 크기는 4mm이다. 테두리에는 톱니무늬 120개가 새겨져 있다.
앞면에는 일본국(日本国)과 50엔(五十円, "오십엔")을 뜻하는 글이 쓰여져 있고 국화가 그려져 있다. 뒷면에는 50엔을 뜻하는 아라비아 숫자 "50"과 제조년도가 쓰여져 있다.
1987년과 2010년~2013년, 2022년부터 50엔 동전은 일본 조폐국에서 판매하는 화폐 세트에만 포함되어 있고 시중에 유통되지는 않았다. 발행 매수는 775,000개로 매우 희소한 편이다.

## 연혁
- 1955년: 50엔 니켈화 발행 개시. (소재: 니켈 100%, 무게: 5.5g, 지름: 25.0mm, 도안 소재: 국화(앞면), 분동(뒷면), 구멍 없음)
- 1959년: 50엔 니켈화 발행 개시. (소재: 니켈 100%, 무게: 5.0g, 지름: 25.0mm, 구멍 크기: 6mm, 도안 소재: 국화(앞면), 구멍 있음(100엔 동전과 구별하기 위해 구멍을 뚫음))
- 1967년: 50엔 백동화 발행 개시. (소재: 백동(구리 75%, 니켈 25%, 무게: 4.0g, 지름: 21.0mm, 구멍 크기: 4mm, 도안 소재: 국화(앞면))

### 역대 동전

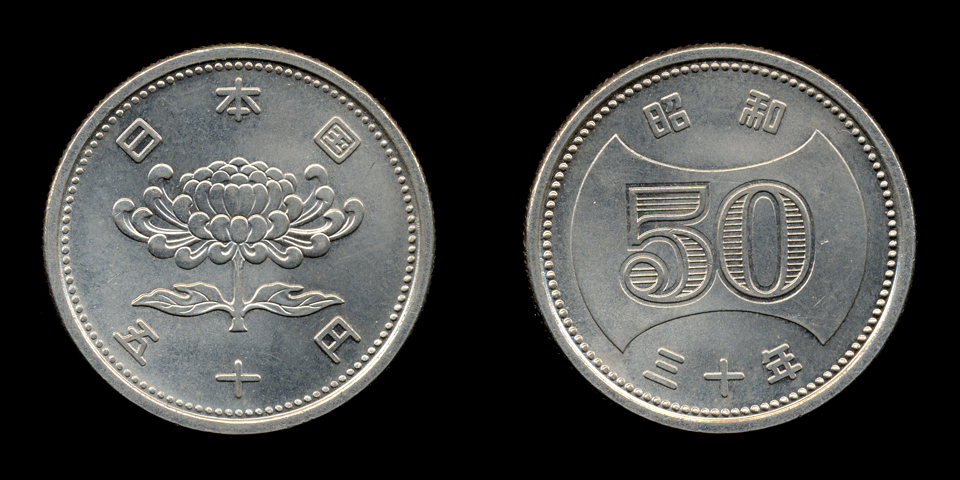
50엔 니켈화 (1955년 발행)
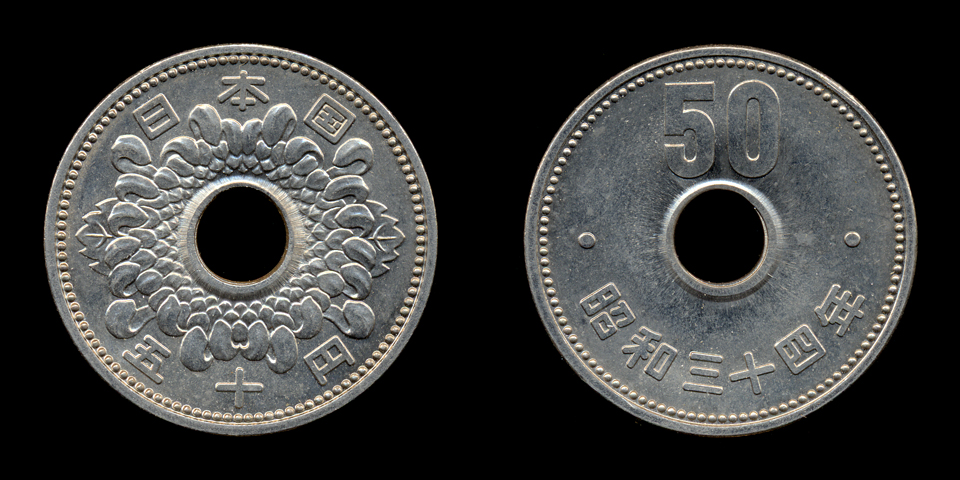
50엔 니켈화 (1959년 발행)
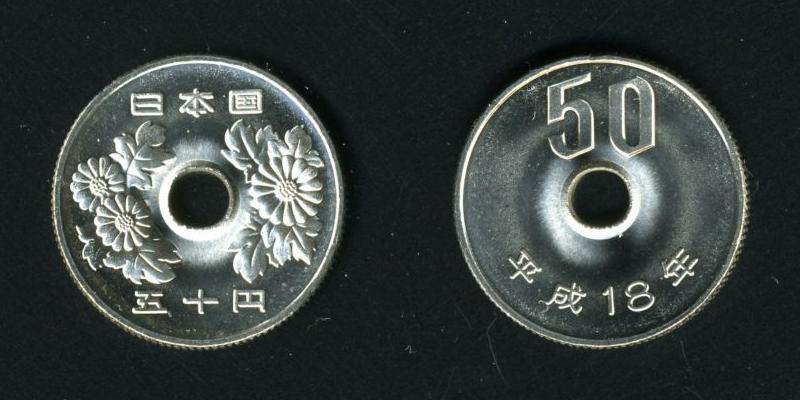
50엔 백동화 (1967년 발행)

## 특이 사항
5엔 동전과 더불어 버스 토큰 형태의 주화로 이루고 있는 일본에서 단 둘뿐인 동전이기도 하다. 특이하게도 이 돈이 버스 토큰으로 오해받는 느낌이 있는 것으로 보이는 기묘한 이야기가 나올 법하기도 한다. 실제 50엔 주화의 가치는 대한민국의 500원 동전 하나에 맞먹는 가치로 보이기 때문에 대한민국의 50원 동전과 달리, 중간에 구멍이 뚫려 있는 특색을 두고 있다. 같은 가치를 가진 대한민국의 주화는 500엔 동전의 위변조의 장본인으로 널리 알려진 500원 동전과 거의 상당하다. 그래서 500원 동전은 50엔 동전 하나의 가치를 가지고 있고, 참고로 500엔 동전은 대한민국의 5000원 지폐와 거의 상당하다.